# Ana Salazar López-Pedraza
Ana Salazar López-Pedraza es una ingeniera aeronáutica española especializada en gestión aeroportuaria y sostenibilidad. Desde 2020, es la directora de sostenibilidad de Aena.

## Trayectoria
Se licenció en 1996 como ingeniera aeronáutica por la Universidad Politécnica de Madrid (UPM), especializándose en Aeropuertos y Navegación Aérea. Posteriormente, cursó l Master en Administración de Empresas de ICADE y el Programa de Desarrollo Directivo por ESADE, orientado a la gestión y dirección en el ámbito de las políticas públicas.
En 2005, comenzó su trabajo en Aena como jefa de departamento de Transición Málaga en el que estuvo hasta 2010, año en el que se convirtió en directora del Plan Málaga, para la ampliación del aeropuerto de Málaga. Entre 2010 y 2020, fue jefa de las divisiones de Calidad, Medio Ambiente e Innovación, de Explotación y de Proyectos Especiales. En 2020, fue nombrada directora de sostenibilidad de Aena, donde ha trabajado en estrategias para adaptar los aeropuertos a las nuevas necesidades de energía sostenible y combustibles, incluyendo el hidrógeno.
Como directora de Sostenibilidad en Aena, está a cargo de la implementación de la Estrategia de Sostenibilidad 2021-2030, cuyo objetivo es alcanzar la neutralidad en carbono en 2026 y lograr cero emisiones netas en 2030, adelantándose a los objetivos marcados a nivel global por el sector aeroportuario. En el marco de esta estrategia, coordina iniciativas como la implantación de plataformas de gestión energética, el aprovechamiento de energía geotérmica en varios aeropuertos y la introducción de combustibles sostenibles e hidrógeno.
Bajo su dirección, Aena ha elaborado un Plan de Acción Climática con una inversión prevista de 550 millones de euros. Este plan abarca actuaciones en energías renovables, eficiencia energética, gestión sostenible del agua y los residuos, así como en movilidad sostenible e implicación de la cadena de valor, incluyendo proveedores y comunidades locales. Ha participado en el proceso de adhesión de varios aeropuertos españoles al programa internacional Acreditación de Carbono de Aeropuertos. Entre los aeropuertos priorizados se encuentran Adolfo Suárez Madrid-Barajas y Josep Tarradellas Barcelona-El Prat, por su volumen de emisiones dentro de la red de Aena, así como aeropuertos situados en espacios naturales protegidos, como Menorca y Lanzarote, por su valor ambiental.